# False Alarm
«False Alarm» (с англ. — «Ложная тревога») — песня канадского певца The Weeknd, выпущенная как промосингл для его третьего студийного Starboy 29 сентября 2016 года

## Создание и композиция
После релиза заглавного трека 22 сентября 2016 года вслед за публикацией обложки и названия альбома Starboy днём ранее 29 сентября 2016 года в качестве промосингла был выпущен «False Alarm». Текстовое наполнение песни крутится вокруг наркотических веществ и неромантичных отношений, вероятно, являясь одой поколению «Тиндера».

## Музыкальное видео
Официальный видеоклип на песню был представлен на официальном Vevo-аккаунте артиста на YouTube 13 октября 2016 года. Клип проигрывается как шутер от первого лица с камерой, показывающей точку зрения одного из грабителей банка во время кульминации критического положения с заложниками, которая заканчивается гибелью большинства из них. Режиссёром выступил Илья Найшуллер, автор фильма  «Хардкор», также полностью снятого от первого лица, .

## Живые выступления
Как «False Alarm», так и заглавная песня были исполнены на премьере 42-го сезона Saturday Night Live 1 октября.

## Чарты

### Еженедельные чарты
| Чарт (2016)                                 | Высшая позиция |
| ------------------------------------------- | -------------- |
| Канада (Billboard Canadian Hot 100)         | 44             |
| Чехия (Singles Digitál Top 100)             | 93             |
| Ирландия (IRMA)                             | 96             |
| New Zealand Heatseekers (Recorded Music NZ) | 1              |
| Шотландия (OCC Scotland)                    | 86             |
| Словакия (Singles Digitál Top 100)          | 50             |
| Швеция (Sverigetopplistan)                  | 89             |
| Швейцария (Schweizer Hitparade)             | 85             |
| Великобритания (OCC UK Singles)             | 81             |
| США (Billboard Hot 100)                     | 63             |

## История релиза
| Регион       | Дата             | Формат                               | Лейбл(ы)    | Прим. |
| ------------ | ---------------- | ------------------------------------ | ----------- | ----- |
| Во всём мире | 29 сентября 2016 | цифровое скачивание (как промосингл) | XO Republic | [ 4 ] |